# Johann Martin Hehn
Johann Martin Hehn (* 31. August 1743 in Römershofen, Franken; † 16. Juni 1793 in Otepää, Livland) war ein deutsch-estnischer evangelischer Geistlicher und Prosaschriftsteller. Er war Autor des ersten estnischen Geschichtenbuchs mit weltlichem Inhalt.

## Leben und Wirken
Hehn wurde als Sohn eines Bauern und Schultheißen geboren. Nach seinem Besuch des Casimirianums in Coburg, studierte er an der Universität Halle (Saale) Evangelische Theologie. 1769 heiratete er Luise Dorothea Gadebusch, Tochter des livländischen Historikers und Juristen Friedrich Konrad Gadebusch, mit der er zwei Söhne hatte.
Danach wurde er in Dorpat (heute Tartu, Estland) von 1766 bis 1769 Rektor der vereinigten Krons- und Stadtschule und von 1769 bis 1776 Diaconus an der St. Johannis-Kirche. Später war er Pastor in Otepää (Odenpäh), wo er auch gestorben ist. Sein Enkel ist der Kulturhistoriker Victor Hehn.
Nach dem Tod seines Schwiegervaters Friedrich Konrad Gadebusch, gelangten dessen etwa 1500 geordnete Schriftstücke und Briefe zur Geschichtsschreibung Livlands in seinen Besitz.